# ベネディクティン・スプレッド
ベネディクティン・スプレッド（英: Benedictine, Benedictine spread）とは、キュウリとクリームチーズが主体のスプレッド。20世紀初頭に作り出された。当初からパンに塗って「ベネディクティン・サンドイッチ」として食べるのが一般的だったが、ディップとして用いたり、別の具と組み合わせてサンドイッチにすることがある。米国ケンタッキー州ルイビル近辺の食料品店では既製品が販売されている。
ケンタッキー州外の料理店ではほとんど見られないが、ニューヨーク・タイムズ、ワシントン・ポスト、『サヴァー』のような全国紙・誌の記事に取り上げられることがある。フード・ネットワークやNPRのようなメディアでも扱われている。
ベネディクティン・スプレッドのサンドイッチは、著名なシェフのポーラ・ディーンやダマリス・フィリップスが出演した2012年のフードネットワークの番組 50 States 50 Sandwiches （→50の州、50種類のサンドイッチ）で取り上げられた。『サザン・リヴィング』2011年6月号では「2011年のベストレシピ」の一つに挙げられた。『ガーデン&ガン』誌やデジタルメディアのポップシュガーでも取り上げられている。『ガーデン&ガン』誌はベネディクティン・スプレッドをピメントチーズ（南部一帯で人気があるスプレッド）のケンタッキー州版だと呼んだ。

## 歴史
ベネディクティン・スプレッドとベネディクティン・サンドイッチは、19世紀末に、ケンタッキー州ルイビルの配膳業者・料理店主で料理本の著者でもあったジェニー・カーター・ベネディクトによって考案された。ベネディクトは1983年に小さな炊事所を建てて配膳業を始め、1900年には「ベネディクツ」という名のレストラン兼ティーハウスを開店した。ベネディクトがベネディクティン・スプレッドを作り出して提供し始めたのは配膳業を営んでいた時期だと考えられている。
ベネディクトの料理本は長期にわたって読み継がれており、著書の一冊で1902年初刊の The Blue Ribbon Cook Book は21世紀にも版を重ねている。ベネディクティン・スプレッドのレシピは同書の初期の版にはなかったが、2022年版には掲載されている。

## 材料と作成法
ルイビル・クーリエ・ジャーナル紙とNPRによると、ベネディクトによる最初のレシピは材料としてクリームチーズ、キュウリとタマネギのしぼり汁、塩、カイエンペッパーを用い、さらに緑色の着色料を少量加えていた。
現代の一般的なレシピでは、すりおろすかみじん切りにしたキュウリ、タマネギのみじん切り、マヨネーズ、ディルを用いる。着色料はほとんど使われない。
ベネディクティン・サンドイッチは通常ティーサンドイッチ（フィンガーサンドイッチ）として作られる。すなわち、耳をカットした食パンを用い、片手で食べやすいように正方形を4分割して細長の長方形か三角形にする。
ベネディクティン・サンドイッチの作成
- ベネディクティン・スプレッドの材料。クリームチーズ、青ネギ、マヨネーズ、塩、コショウ、キュウリのみじん切り、ディル。
- ベネディクティン・スプレッド。
- ティーサンドイッチとしてカットされたベネディクティン・サンドイッチ。